# Chiesa di San Leonardo (Cembra Lisignago)
La chiesa di San Leonardo è un luogo di culto cattolico situato a valle del paese di Lisignago, in provincia autonoma di Trento; è sussidiaria della parrocchiale di San Biagio e fa parte dell'arcidiocesi di Trento. Intitolata a san Leonardo di Noblac, la sua prima attestazione risale al 25 aprile 1444, giorno della sua consacrazione.

## Storia

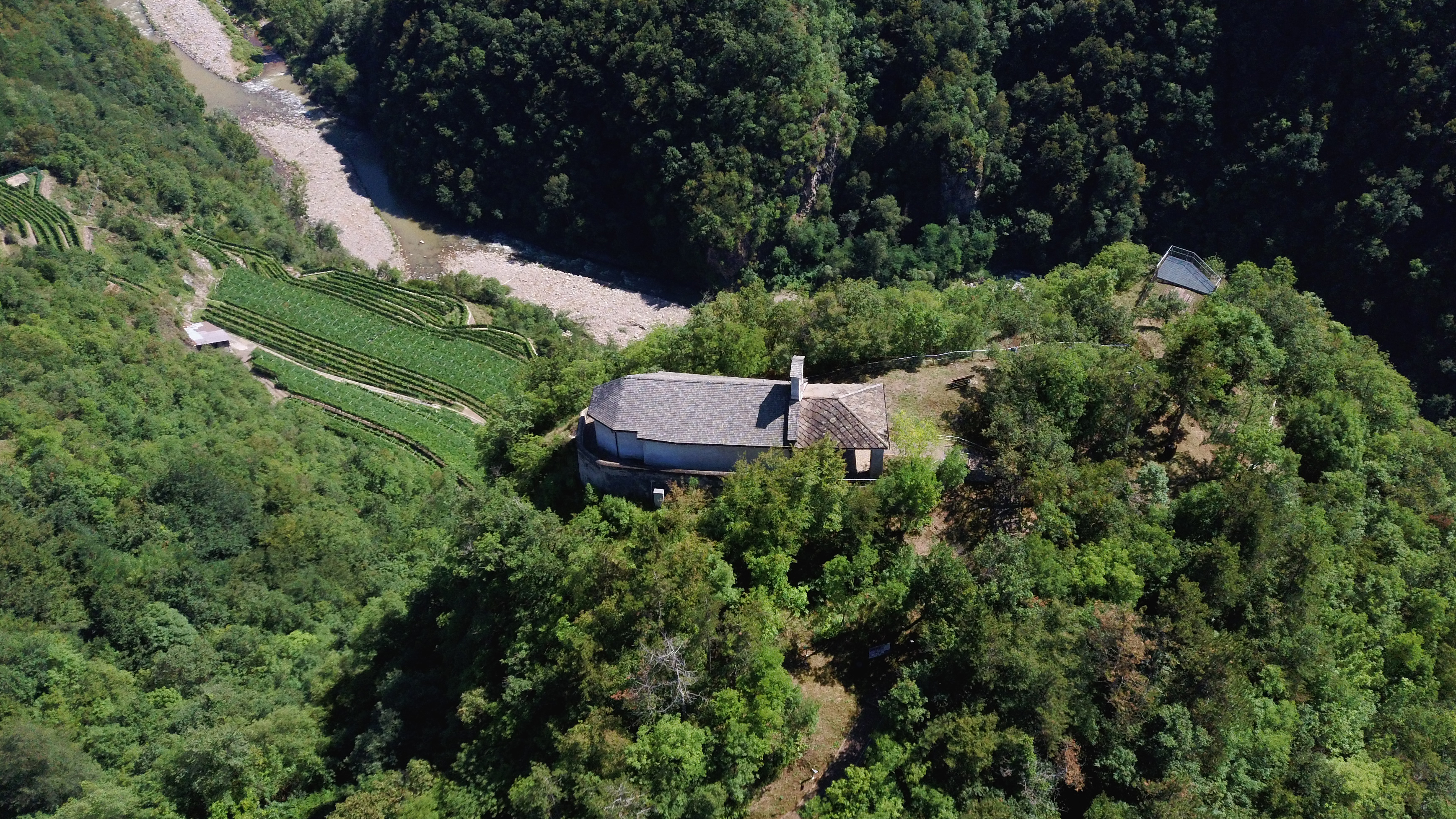
Vista aerea della chiesa di San Leonardo sul dosso

La chiesa sorge probabilmente sul sito di un fortilizio medievale, assaltato e distrutto per motivi sconosciuti dalla comunità di Cembra come scritto in un documento, datato 25 aprile 1262, conservato nell'archivio del castel Coira. Non è nota la data di inizio della sua costruzione (forse nel XIV o nel XV secolo) mentre, grazie a una pergamena custodita nell'archivio curaziale di Lisignago, si conosce quella della sua consacrazione, il 25 aprile 1444; il documento riporta anche che a consacrarla fu fra Giovanni, appartenente all'Ordine dei frati minori e suffraganeo del vescovo di Trento Alessandro di Masovia.
Secondo Nicolò Rasmo, la chiesetta era anticamente meta di pellegrinaggio per gli abitanti dei dintorni ed oltre, che vi portavano vari ex voto da appendere alle pareti. A seguito di questa venerazione, tra il 1450 e il 1475 la chiesa venne abbellita con affreschi realizzati da un anonimo maestro tirolese chiamato "Maestro di Lisignago", e alla fine del secolo venne anche allungata verso est, con la costruzione del presbiterio gotico tuttora presente. La chiesa conteneva anticamente tre altari, attestati fino ad almeno il 1749: quello maggiore (tuttora presente, ma spostato verso l'ingresso) e due laterali, dedicato uno a sant'Orsola, l'altro ai santi Fabiano e Sebastiano.
Nei secoli successivi, la chiesa fu oggetto di altri rimaneggiamenti, molti dei quali non particolarmente importanti e in parte ricordati da una targa in malta sulla facciata; tra i vari lavori sono da riportare l'apertura delle due finestre frontali nel 1592 e l'erezione del portico nel XIX secolo, entrambi però incerti. L'ultimo intervento, nel 1990, è stato il restauro degli affreschi della navata seguito da una bonifica della zona circostante (in occasione della quale è stato realizzato un punto panoramico e migliorato il sentiero d'accesso con l'installazione di luci e la posa di un lastricato e tabelle informative).

## Descrizione

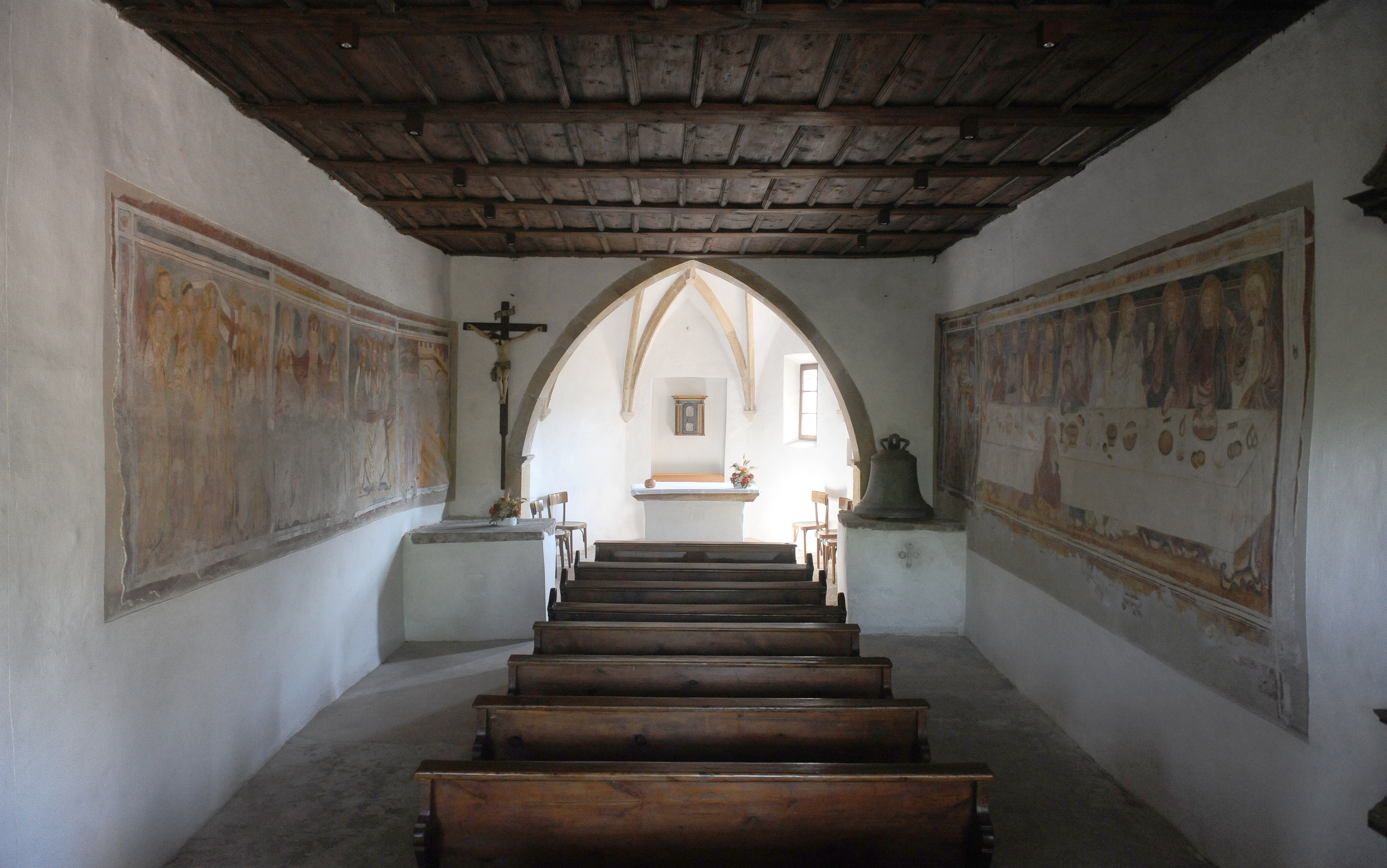
L'interno

### Esterno
La chiesa è a pianta rettangolare con abside poligonale; presenta una facciata a due spioventi, preceduta da un ampio portico sostenuto da due pilastri sotto il quale si trovano il portale ad arco acuto e due finestre rettangolari asimmetriche; sotto quella di destra è posta un'elemosiniera in pietra, probabilmente inserita successivamente. Altre due finestre sono ricavate nella parete destra dell'abside, mentre il resto delle pareti è liscio e cieco. Sopra la facciata, sul colmo, s'innalza un piccolo campanile a vela contenente una singola campana; questa, prodotta nel 2002 da una fonderia Marola di Torri di Quartesolo (VI), reca decorazioni raffiguranti san Leonardo e fiori dell'erba miseria e la scritta Flumen ed rura, vox mea fideliumque preces - ab antiquo, hodie et semper - trinitatem et divum Leonardum simul honorant A.D. MMII ("Il fiume e le campagne, il mio suono e la preghiera dei fedeli - da tempi lontani e al presente e all'avvenire - insieme danno lode alla Trinità e al Santo Leonardo").
Il tetto della chiesa è a doppia falda e ricoperto di scandole; quello del portico invece è a tre falde, coperto da lastre di porfido.

### Interno
L'interno è a navata unica, lunga 9,45 metri e larga 5,05, ribassata di tre gradini rispetto al sagrato e pavimentata in cemento; le pareti sono lisce, affrescate, ed è coperta da un soffitto piano in legno. Il presbiterio, che si conclude con l'abside poligonale costruito nella fine del XV secolo, è coperto da una volta a stella e preceduto da un arco santo a sesto acuto; sulla chiave di volta dell'abside è presente il monogramma di Cristo. 
Ai due lati dell'arco santo si trovano dei rialzamenti in muratura massiccia, che ospitavano probabilmente gli altari laterali. Su quello di destra venne successivamente posta un'edicola che ospitava una scultura lignea tardo-gotica di origine altoatesina del XV-XVI secolo raffigurante una Madonna con Bambino, pesantemente rimaneggiata nel corso degli anni fino a comprometterne l'integrita e infine rubata nel 1960. Al suo posto si trova ora una campana proveniente dalla parrocchiale di Lisignago, prodotta a Bressanone nel 1735 e unica superstite alle requisizioni effettuate dagli austriaci durante la prima guerra mondiale; destinata alla chiesetta di San Leonardo nel 1930, venne sostituita (poiché danneggiata) nel 2002; su di essa appare la scritta Ecce crucem Domini fugite partes adversae Vicit Leo de tribu Iuda radix David alleluia ("Ecco la croce del Signore: fuggano i suoi nemici. Il leone di Giuda, il germoglio di Davide ha vinto Alleluia!").
All'ingresso, sulla destra, è posto un altare ligneo policromo, Seicentesco e di stile barocco-rococò; la pala che era contenuta al suo interno, di autore ignoto e risalente alla seconda metà del Seicento, raffigurava la Madonna col Bambino affiancata da san Leonardo e forse da san Marco; essa è stata trafugata nel settembre 1978 insieme ad altre parti decorative dell'altare ed è sostituita da una copia realizzata seguendo fotografie dell'originale.
Sulle due pareti laterali della navata sono presenti affreschi risalenti alla fine del XV secolo, dipinto dal cosiddetto "Maestro di Lisignago", un pittore tirolese che operò in varie altre chiese della valle dell'Avisio. È plausibile un affresco fosse presente anche sulla parete di fondo, poi distrutta durante i lavori di allungamento della chiesa a fine Quattrocento.

#### Affreschi della parete destra

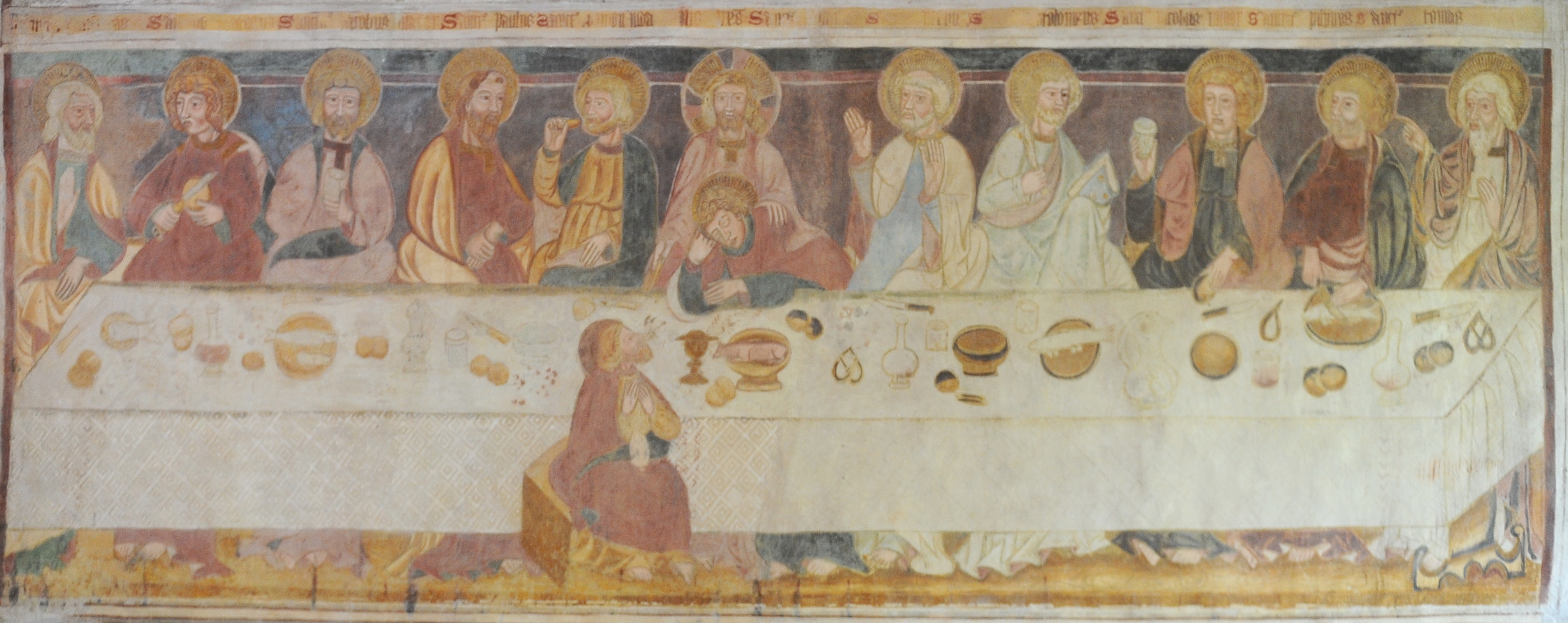
L'affresco dell'Ultima Cena sulla parete destra

La parete destra è quasi interamente occupata da un'Ultima Cena. I personaggi raffigurati, identificati dai nomi posti sulla cornice superiore, sono (da sinistra) Andrea, Matteo, Giacomo il Maggiore, Paolo, Simone, Cristo, Giovanni, Pietro, Bartolomeo, Giacomo il Minore, Filippo e Tommaso, a cui si aggiunge Giuda Iscariota rappresentato al lato opposto del tavolo. Come si può notare, manca l'apostolo Giuda Taddeo, qui sostituito da san Paolo. L'affresco rappresenta il momento successivo a quello in cui Cristo rivela che uno degli apostoli lo tradirà: Giovanni è infatti chino su di lui mentre Pietro alza le mani con un gesto di sorpresa, e Cristo sta offrendo il boccone a Giuda Iscariota; gli altri apostoli non sembrano coinvolti nella scena, e proseguono nella cena normalmente, mangiando o conversando.
Cristo è raffigurato con una tunica rosa, e i vari apostoli sono rappresentati con le fattezze e gli attributi tipici. Giuda Iscariota, oltre ad essere messo in disparte e ad essere più piccolo rispetto agli altri, è raffigurato di profilo (simbolo di imperfezione), e con capelli rossi (colore del diavolo) e aureola nera, a richiamarne la malvagità. 
La tavola è di forma rettangolare e coperta con una tovaglia di cui si conserva ancora parte del motivo a diamantina; su di essa si notano svariati oggetti ben riconoscibili: oltre infatti a piatti, coltelli, pesci, pagnotte, di fronte a Cristo vi sono il calice con la patena e un piatto con sopra un agnello; sono presenti altresì dei bretzel e dei Krautstrunk (un tipo di bicchiere in voga tra il Quattrocento e il Cinquecento), entrambi elementi tipici della cultura tedesca da cui proveniva l'artista.
Il secondo affresco della parete destra, situato nella parte più vicina al presbiterio, raffigura san Leonardo, titolare della chiesetta, e sant'Elena. San Leonardo è rappresentato con tonsura e abiti monacali, mentre regge un libro nella mano sinistra e delle catene nella destra; sant'Elena è dipinta mentre sostiene la Vera Croce, è vestita con un sontuoso abito rosso sormontato da una pelliccia d'ermellino, e porta una corona trilobata e gemmata. La presenza di sant'Elena è insolita e non se ne conosce il motivo; forse la chiesa conservava una reliquia della Croce, oppure era stata richiesta esplicitamente dal committente dell'affresco.

#### Affreschi della parete sinistra

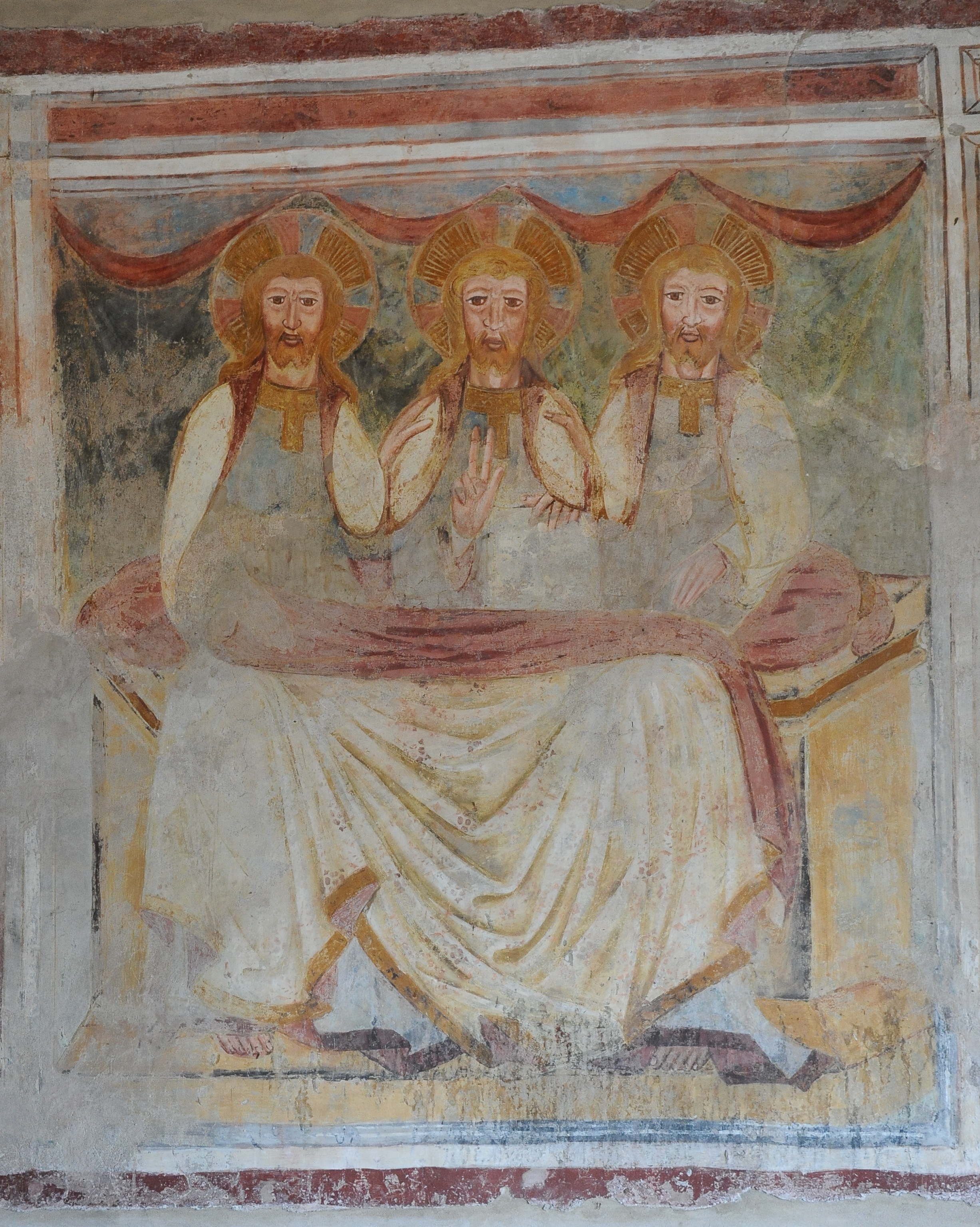
L'affresco della Trinità

Sulla parete sinistra vi sono quattro affreschi, che assieme occupano lo stesso spazio dei due di destra. Il primo raffigura sant'Orsola in compagnia di dieci vergini, in rappresentanza delle undicimila con cui sarebbe stata martirizzata secondo la tradizione cattolica; la santa, che porta sul capo una corona trilobata simile a quella della sant'Elena sulla parete opposta, tiene in una mano una croce astile dalla quale sventola la bandiera crociata, e nell'altra una lancia. Orsola ha una tunica rossa e un mantello verde e giallo; le altre vergini, che hanno tutte le stesse fattezze, portano tutte il mantello e hanno un'aureola ciascuna, più piccola comunque di quella della santa.
Il secondo affresco rappresenta la Madonna della Misericordia che, coronata e aureolata, allarga il suo mantello per accogliere sotto di sé i fedeli; la Vergine regge in entrambe le mani due corone e alle sue spalle due angeli l'aiutano a tenere aperto il mantello. La parte inferiore dell'affresco è rovinata dall'umidità e si possono solo intuire le sagome dei fedeli di ogni tipo (da alti esponenti del clero, tra cui un papa, fino a normali popolani).
Il terzo affresco è una peculiare rappresentazione della Trinità: le tre figure (Padre, Figlio e Spirito Santo) sono raffigurate come tre uomini, seduti su un trono giallo: mentre si notano chiaramente tre busti (con relative braccia e testa avvolta da un'aureola crucigera), essi appaiono uniti alla vita, poiché la figura ha due sole ginocchia e due soli piedi; un'ulteriore particolarità è che le fattezze dei tre uomini sono le stesse (laddove invece generalmente differiscono). Il busto centrale è quello del Padre, con la mano destra alzata in un gesto benedicente e la sinistra che sostiene un libro aperto. Questo tipo di rappresentazione della Trinità, detto "orizzontale e antropomorfo", è abbastanza raro, sia perché non comune in Trentino a prescindere, sia perché esso venne condannato dalla Chiesa cattolica.
L'ultimo affresco della parete di sinistra, in parte sciupato, rappresenta di nuovo san Leonardo, con un castello sullo sfondo, nell'atto di liberare dei prigionieri da una gogna.